# Jaroslav Procházka (učitel)
Jaroslav Procházka (27. ledna 1889 Bohuňovice – 1. února 1976 Trutnov) byl český filolog, historik, učitel, profesor gymnázia v Trutnově, vlastivědný pracovník a tvůrce českého názvosloví na Trutnovsku, autor článků ve vlastivědných časopisech a sbornících. Mj. napsal stať o J. A. Komenském.
Narodil se v Bohuňovicích na Olomoucku, učil v Prostějově, ale většinu svého života svázal s Trutnovem, kde žil a učil od roku 1925. Svými žáky byl považován za velkou autoritu. Před druhou světovou válkou byl význačnou regionální osobností české menšiny. Na Trutnovsku se zasloužil o vzdělanost regionu i jeho české názvosloví. Byl aktivním publicistou, když se před druhou světovou válkou podílel na vydávání Trutnovských novin a po válce psal příspěvky do Krkonošské pravdy, kde fungoval i jako jazykový korektor. Za normalizace byl donucen odejít ze školství a byl odstaven z veřejného života.
Byl pohřben na městském hřbitově v Trutnově.

## Ocenění
Jaroslav Procházka byl za celoživotní společenskou a kulturně-osvětovou činnost v Trutnově u příležitosti 80. narozenin oceněn čestným občanstvím města Trutnova. Dále obdržel titul Zasloužilého učitele a stal se i nositelem Řádu práce.

## Připomínky
K 80. narozeninám Procházky byl také vydán sborník příspěvků Miscellenea.
V lednu 2016 se v Trutnově konala vzpomínková akce u příležitosti 40 let od Procházkova úmrtí.
Na budově gymnázia v Trutnově, kde vyučoval, je vlevo od vstupu do budovy umístěna v úrovni nad hlavami kolemjdoucích bronzová pamětní portrétní busta s deskou a nápisem „Profesor Jaroslav Procházka, filolog a historik, působil zde v letech 1925 - 1938 a 1945 - 1962“. Vpravo dole na desce se nachází signatura: „P. (Petr) Novák, J. (Jaroměř)“.
V Trutnově byla po Procházkovi také pojmenována ulice.

## Publikace
- Trutnov – 700 let (1959), spoluautor[12]